# Dyschirius nitidus
Dyschirius nitidus är en skalbaggsart som först beskrevs av Pierre François Marie Auguste Dejean 1825.  Dyschirius nitidus ingår i släktet Dyschirius, och familjen jordlöpare. Enligt den finländska rödlistan är arten nationellt utdöd i Finland. Arten har ej påträffats i Sverige. Artens livsmiljö är sandstränder vid sötvatten.